# Высокое (Мелитопольский район)
Высо́кое (укр. Високе) — село,
Новгородковский сельский совет,
Мелитопольский район,
Запорожская область,
Украина.

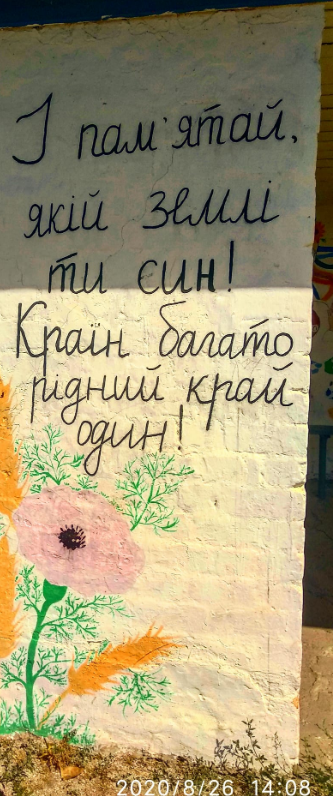

Бывший немецкий хутор Гохфельд. Население — 697 человек (2001 год).

## Географическое положение
Село Высокое находится между реками Большой Утлюк и Малый Утлюк,
на расстоянии в 2,5 км от автомобильной дороги М-14 (E 58).

## История
Хотя официальной датой основания села называется 1929 год, первый хутор на месте Высокого был основан немцами-меннонитами ещё в 1836 году. Хутор назывался Гохфельд (Hochfeld в переводе с нем. — «высокое поле»). Основателем хутора был Т. Винс.
В голод 1932—1933 годов один житель села умер от голода.
В 1941 году, после начала Великой Отечественной войны, проживавшие в Высоком немцы были депортированы. Операция по депортации этнических немцев и меннонитов, проживающих в сёлах Мелитопольского района, была начата органами НКВД 25 сентября 1941 года, а уже в начале октября село было занято германскими войсками.
В 1945 году — переименовано в Высокое.
В селе располагался совхоз «Большевик», руководимый директором М. П. Николенко, который впоследствии одним из первых в районе уехал на целину, где возглавлял совхоз «Ждановский» в Северо-Казахстанской области.

## Население
В таблице представлены данные о населении Высокого:
| Год  | Население |
| ---- | --------- |
| 1864 | 53        |
| 1926 | 14        |
| 2001 | 697       |

## Экономика
- «Высокое», агрофирма, ООО.

## Объекты социальной сферы
- Высоковская общеобразовательная школа I—III ступеней, имеет биотехнологический и информационно-технологический профили, основным языком преподавания является русский[8]. Была образована в 1928 году[9]. Кроме местных детей, школу посещают дети из села Лазурное, которых организованно привозят школьным автобусом[10].